# Bagaceira
Bagaceira é uma aguardente de vinho de origem portuguesa com teor alcoólico de 35% a 54% em volume, a 20°C, obtida a partir de destilados alcoólicos simples de bagaço de uva, com ou sem borras de vinhos, podendo ser retificada parcial ou seletivamente. É admitido o corte com álcool etílico potável da mesma origem para regular o conteúdo de congêneres.
O Licor de bagaceira é uma bebida com graduação alcoólica de 18º a 54º G.L., tendo como matéria-prima a bagaceira.